# Zisterzienserinnenabtei Consolation-Les-Mazures
Die Zisterzienserinnenabtei Consolation-Les-Mazures war von 1228 bis 1791 ein Kloster der Zisterzienserinnen in Les Mazures im Département Ardennes (Frankreich).

## Geschichte
Die Herren der Burg Montcornet stifteten 1228 nordwestlich des heutigen Charleville-Mézières und östlich des Dorfes Les Mazures das Zisterzienserkloster Notre-Dame de la Consolation („Maria Trost“). 1399 wurde die Abtei auf den Rang eines Priorats zurückgestuft und dem Kloster Élan unterstellt. Die (1863 wieder aufgerichtete) Klosterkapelle beherbergt das Grabmal der Jeanne von Montcornet (auch: Jeanne von Rimogne oder Jeanne von Rumigny, 1275–1303), Gattin von Miles de Noyers, 1271–1350, Königsmarschall und Diplomat. 1791 wurde das Kloster durch die Französische Revolution aufgelöst. Einige Straßen- und Flurnamen (u. a. „L’Abbaye“) zeugen von dem einstigen Kloster. Ferner besteht noch die Heilquelle, die lange Zeit Ziel einer Wallfahrt am Dreifaltigkeitstage war.

### Handbuchliteratur
- Laurent Henri Cottineau: Répertoire topo-bibliographique des abbayes et prieurés. Bd. 2. Protat, Mâcon 1939–1970. Nachdruck: Brepols, Turnhout 1995. Spalte 1801 (s. v. les Mazures).
- Bernard Peugniez: Le Guide Routier de l’Europe Cistercienne. Editions du Signe, Straßburg 2012, S. 119 : « Consolation ».
- Gereon Christoph Maria Becking: Zisterzienserklöster in Europa. Kartensammlung, Lukas Verlag, Berlin 2000, ISBN 3-931836-44-4, Blatt 53 D: „Consolation“; im Index nicht auffindbar.